# Siring Agung (Kisam Tinggi)
Siring Agung is een bestuurslaag in het regentschap Ogan Komering Ulu Selatan van de provincie Zuid-Sumatra, Indonesië. Siring Agung telt 779 inwoners (volkstelling 2010).